# 雷·密斯特里歐
雷·密斯特里歐（英語：Rey Mysterio，1974年12月11日—），本名奧斯卡·古鐵雷斯（英語：Oscar Gutierrez），墨西哥裔美國職業摔角手，目前效力於世界摔角娛樂下的WWE Raw陣營，是現任的WWE美國冠軍。由於加入世界摔角娛樂之前之冠軍紀錄過於輝煌，所以在此不提，4次WWE雙打冠軍、3次WWE輕量級冠軍、2次WWE洲際冠軍、3次WWE美國冠軍、2次世界重量級冠軍、1次WWE冠軍。終結技是619和西岸坐擊。於2023年3月10日，被宣布入選2023年世界摔角娛樂名人堂當中。

## 經歷
出生於聖地牙哥的 Rey Mysterio，從小就是在墨西哥職業摔角界，跟著他的叔父 Rey Misterio 學習墨西哥摔角 ( )。年紀輕輕的他，在 14 歲就正式成為職業摔角手，並在 AAA 團體中活動。到了1995年，Mysterio 和同樣是墨西哥摔角出生的 Juventud Guerrera、Pscicosis 等人，在美國的ECW中出道，正式登陸美國職業摔角界。之後，這三個人加入 WCW，來到更大的舞台，把精湛的實力展現給更多人看。
這幾個人，正是在美國職業摔角界，捲起了「次重量級革命」( ) 的先驅。當時美式摔角依然是以「體型」作為表演的主流，這幾個體態輕盈、速度快、節奏快的摔角手，帶來了另類的摔角風格，讓 WCW 正式成立「次重量級組」：也就是體重低於 100 公斤的摔角手，給他們一個更大的舞台表演。不管加入哪間公司，Rey Mysterio 的第一場表演總是直接給觀眾的心中烙下深刻的印象。Mysterio 一直到 2002 年才加入 WWE，一開始也是一樣，和幾個選手發展恩怨。後來，Mysterio 也開始拿下雙打冠軍，甚至在 SD! 的次重量級組開始活躍。終於，到了 2006 年，Rey Mysterio 贏得該年度皇家大戰，甚至進一步拿下世界重量級冠軍，證明他雖然體型小，卻具有成為主賽事巨星的潛質。

## 特色
Mysterio 在擂台上一直保留著墨西哥摔角的風格，不只是華麗的打法，還有他的服裝、入場音樂、造型，尤其是他的面具，更是成為他最大的標誌。原則上，他的造型從過去到今天從來沒有改變過，如果不把每一個五花八門的面具都算做一個改變的話。其中有一段期間，當 Mysterio 和 Billy Kidman 組成雙打隊伍、身為團隊 Filthy Animals ( 骯髒動物 ) 的成員時，他是把面具脫掉，以真面目上台示人的。Rey Mysterio 摔角藝名是繼承自他的叔父：Rey Misterio，因此我們的主人翁一開始是名為「Rey Misterio, Jr.」，再來變成「Rey Mysterio, Jr.」。一直到加入進 WWE 之後，公司才把「Jr.」拿掉，變成現在的「Rey Mysterio」。
Mysterio 一直扮演著次重量級選手的形象，但他精湛的表現，以及不屈不撓的精神，終於讓他得到進入更好的賽程安排的資格。Mysterio 在 WCW 就開始被安排，擊敗一些塊頭巨大的對手如 Kevin Nash 或 Bam Bam Bigelow，讓他贏得「巨人殺手」的稱號；縱使到了今日，Mysterio 在 WWE 還是常和一些體型龐大的人物如 Triple H、Kane、Big Show 等人交手。

## 終結技
619這招踢擊原名是「Tiger Feint Kick」也就是 虎式迴旋踢擊，是日本的初代虎面創新出來的動作，據說這個動作原本是一個偽招，讓對手與觀眾以為準備要進行 跳水攻擊 ( Suicide Dive )，但最後臨頭再轉回擂台內。Rey Mysterio 以這招作為得意招式，並且改名成「619」，這個數字是 Mysterio 的老家：聖地牙哥的電話區碼。

## 外部連結
- 官方網頁 （页面存档备份，存于）
- WWE官網上的檔案 （页面存档备份，存于）
- 雷·密斯特里歐在互联网电影资料库（IMDb）上的資料（英文）